# کیوپی‌آر
کیوپی‌آر (انگلیسی: QPR) شرکت فناوری اطلاعات فنلاندی است، که در سال ۱۹۹۱ تأسیس شد.